# Djerba
Djerba (även stavat Jerba, Jarba, Jarbah eller Jerbah - "lotusätarnas ö") är en ö i Medelhavet som tillhör Tunisien. Det är den största afrikanska ön i Medelhavet. Den förbinds med fastlandet genom en 7 kilometer lång stenbro som romarna byggt, samt med bilfärja. Befolkningen bor i städerna Midoun och huvudstaden Houmt Souk. Ön är centrum för tunisiska ibaditer och är också en av de få platserna i Tunisien där berberspråk fortfarande talas.

## Näringsliv och kommunikationer
Större delen av ön har fruktbar jord och rikligt med artesiskt vatten. Här odlas vindruvor, fikon, persikor, dadlar och oliver, samt en mängd annan frukt, som mognar tidigare här än på fastlandet. Andra viktiga näringar är skörd av tvättsvamp och odling av ostron. Ön har en internationell flygplats.
Turistnäringen är viktig för ön och turisterna bor i turistzonen på den östliga sidan, där hotell och kritvita stränder finns. Souvenirerna som säljs består av handmålad keramik, läder, tenn och kläder.

## Klimat
På Djerba faller bara 200 millimeter regn om året så vatten samlas i stora cisterner som fylls på under regnskurarna. I maj 2018 invigdes en avsaltningsanläggning för havsvatten med en kapacitet på 
50 000 m³ dricksvatten per dag.

## Historia
Under antiken kallades ön Meninx, och var enligt Odysseen lotusätarnas ö (Lotophagitis). Den kallades av Skylax Bracheion. Av huvudstaden Meninx finns betydande ruiner och marmorskulpturer bevarade.
Djerba var en tid under tidigt 1500-tal huvudkvarter för piraten och senare osmanske amiralen Khair ed-Din Barbarossa. 
I Houmt Souk finns al-Ghriba-synagogan som byggdes i början av 1900-talet på en plats där det funnits en synagoga kontinuerligt under lång tid, enligt vissa uppgifter cirka 2000 år. Synagogan utsattes 2002 för ett attentat i form av en lastbil med sprängmedel som körde in i byggnaden, varvid bland andra 10 medlemmar i en tysk turistgrupp omkom. Al-Qaida antogs ligga bakom attentatet. Ön har en judisk befolkning på omkring 1000, av totalt 2000 i hela Tunisien, en av de få judiska befolkningsgrupper som efter 1948 återstår i de arabiska länderna.